# Guadalcázar
Guadalcázar – gmina w Hiszpanii, w prowincji Kordoba, w Andaluzji, o powierzchni 72,37 km². W 2011 roku gmina liczyła 1617 mieszkańców.